# 昆明天门冬
昆明天门冬（学名：Asparagus mairei）是天门冬科天门冬属的植物，是中国的特有植物。分布在中国大陆的云南省等地，生长于海拔1,900米的地区，目前尚未由人工引种栽培。